# 馬格諾利亞鎮區 (明尼蘇達州羅克縣)
馬格諾利亞鎮區（英語：Magnolia Township）是位於美國明尼蘇達州羅克縣的一個行政鎮區。

## 地方資料
馬格諾利亞鎮區的面積為91.27平方千米，皆為陸地。根據2020年美國人口普查的數據，當地共有人口222人，而人口密度為每平方千米2.43人。